# Bukovice (Písařov)
Bukovice (německy Bukowitz, v češtině obvykle v jednotném čísle jako jediné ze tří sídel toho názvu v Olomouckém kraji, v RSO uvedeno jako pomnožný název) je součástí obce Písařov v okrese Šumperk. Ves se nachází u křižovatky silnic I/43 a I/11 mezi Štíty a Písařovem, po délce údolí potoka Čistá, který je pravým přítokem Písařovského potoka. 

## Historie
První písemná zmínka o obci pochází podle Historického lexikonu obcí z roku 1521. Jinde je uvedena první zmínka již k roku 1480, kdy majitel štíteckého panství Albrecht ze Šternberka Bukovici spolu s jinými obcemi prodává Janu z Dalčic. Ze Štítů byla ves spravována až do roku 1602, kdy se s celým panství dostala do majetku zemanského rodu Odkolků, sídlícího na Temenici. Po potlačení stavovského povstání bylo Janu mladšímu Odkolkovi panství zkonfiskováno a dostalo se do vlastnictví Lichtenštejnů, kteří štítecké panství spojili s rudským, pod nějž pak Bukovice spadala až do zavedení obecního zřízení v polovině 19. století. Z dobových dokumentů je známo, že v Bukovici byla rychta. Zpočátku byla vesnice českou enklávou, postupně se obyvatelstvo Bukovice poněmčovalo, zatímco Písařov zůstával český. Většina obyvatelstva se živila zemědělstvím, typická pro tento region byla i domácká výroba kartáčů či předení nití. Od roku 1834 měla Bukovice školu, kde se vyučovalo německy a kterou spravoval písařovský farář, česká menšinová škola (čp. 36) zde byla založena až v roce 1919. Škola v Bukovici fungovala do června 1975, od dalšího školního roku bukovické děti dojížděly do ZDŠ v Písařově.
V roce 1919 byla obec Bukovice administrativně přičleněna k obcí Písařov. Uvádí se, že důvodem sloučení bylo, aby se převážně německé obyvatelstvo Bukovice rozpustilo v české většině obyvatel Písařova, místní Němci proti sloučení protestovali.
Počet obyvatel Bukovice kulminoval kolem roku 1890, kdy zde žilo 415 obyvatel. Počet domovních čísel dosahoval až 79. Po druhé světové válce bylo německé obyvatelstvo Bukovice odsunuto ve třech transportech: 20. června, 6. srpna a největší po žních 21. srpna 1946. Smíšené česko-německé rodiny odsunuty nebyly. Noví obyvatelé Bukovice přicházeli převážně z Písařova, jedna rodina ze Slovenska, mnohé staré domky však zůstaly prázdné.

## Území a objekty
K Bukovici odedávna patřil a stále patří i zájezdní hostinec Kocanda, který stojí na dolním konci Písařova. S hostincem jsou spojeny legendy o schůzkách loupežníků v dávných časech.
V katastru vsi je evidována jedna kulturní památka, a to dřevěná zvonice - lidová architektura z počátku 20. století či konce 19. století, jediná roubená stavba tohoto druhu v oblasti.

## Doprava a turistika
Na území vsi se nacházejí autobusové zastávky „Písařov, Bukovice, křiž.“ poblíž hlavní křižovatky silnic I. třídy a „Písařov, Bukovice, č.4“ poblíž bývalé české menšinové školy. Na území Bukovice jsou též zastávky „Písařov, Kocanda“. Zastavuje zde několik autobusových linek, které projíždějí po silnicích č. 11 a 43. Nejbližší vlakové zastávky jsou v Červené Vodě (10 km), v Zábřeze na Moravě (18 km).
Přes území Bukovic nejsou značeny žádné turistické trasy, pouze kolem Kocandy na hranici Bukovice vede cyklotrasa č. 6229 a nedaleko západně prochází červeně značená turistická trasa Štíty–Hanušovice přes Hanušovickou vrchovinu.